# 天下一品 presents SILENT SIREN LIVE TOUR 2018 〜"Girls will be Bears" TOUR〜 @豊洲PIT
『天下一品 presents SILENT SIREN LIVE TOUR 2018 〜"Girls will be Bears" TOUR〜 @豊洲PIT』（てんかいっぴん・プレゼンツ・サイレント・サイレン・ライブ・ツアー・2018 ガールズ・ウィル・ビー・ベアーズ ツアー とよすピット）は、日本のガールズバンド・SILENT SIRENが2018年10月17日にリリースした8枚目の音楽映像作品。
2014年にリリースされた『Silent Siren Live Tour 2013冬〜サイサイ1歳祭 この際遊びに来ちゃいなサイ!〜@Zepp DiverCity TOKYO』以来となるライブハウスでのライブの映像を収録した作品。2017年12月に発売されたアルバム『GIRLS POWER』を引っ提げてのツアーであり、当時のSILENT SIRENとして最多公演となる全国32公演のツアーを開催した。本作では2018年7月14日に開催された豊洲PIT（東京都）での最終公演を収録している。初日の2018年3月18日の公演のMCで7月28日に桜坂セントラル（沖縄県）で追加公演を行うことも発表され、全33公演を行った。
DVDとBlu-rayの2形態で販売され、初回限定盤にはパスレプリカステッカーが付属。ライブアルバム『"Girls will be Bears"TOUR＠豊洲PIT』のCD、フォトブックが付属のファンクラブ限定盤もDVDとBlu-rayそれぞれ販売された。

## ツアー・ディスク内容
本編の公演映像の合間にドキュメントという形で今ツアーの移動、公演の様子やリハーサルの映像、メンバーのオフショットなどが挿入されている。曲の繋ぎなどを配慮し、リハーサルでツアーのセットリストを何度も入れ替えたことなどがドキュメンタリー映像で語られている。また、収録された本編のライブの模様は当日ニコニコ生放送でも生配信された。
最終公演と前日（2018年7月13日）の豊洲PITでの公演のライブシーンを撮影したオフィシャルライブフォトがアーティスト公認で富士フイルムより販売されていた（現在は販売終了）。
今回のツアーのリーダーはドラムスのひなんちゅが担当。ひなんちゅがツアー前のチケット予約受付時にツアーチケットが売り切れない会場にはもう行けなくなるというツイートをTwitterで行い反響や意見があったことをMCで自ら触れ、感謝を述べながら語っている。

## 収録内容
ドキュメント 1
- ピッピ
- merry-go-round
- KNiFE
- 八月の夜
- -MC-
- パパヤパヤパ
- 天下一品のテーマ
- 女子校戦争
- DanceMusiQ

ドキュメント 2
- milk boy
- さくら咲く青い春
- Love Balloon

ドキュメント 3
- さよなら日比谷
- AKANE
- Pandora

ドキュメント 4
- -MC-
- Kaleidoscope
- ODOREmotion
- チェリボム
- ジャストミート
- フジヤマディスコ

ドキュメント 5
- -MC-
- 19 summer note.（Encore）
- KAKUMEI（Encore）
- ビーサン（Encore）
- -ENDING-
  - エンドロール。本作品のエンディング曲は「天下一品のテーマ」。

## メンバー
- すぅ（吉田菫）：ボーカル&ギター
- ひなんちゅ（梅村妃奈子）：ドラムス
- あいにゃん（山内あいな）：ベース
- ゆかるん（黒坂優香子）：キーボード